# Jacelyn Gruppen
Jacelyn Gruppen (3 november 1989) is een Nederlandse atlete, die zich heeft toegelegd op de lange afstanden. In 2014 werd Gruppen Nederlands kampioene marathon. Op 11 februari 2024 werd zij Nederlands kampioene op de 10 km.

## Nederlandse kampioenschappen
Weg
| Onderdeel | Jaar |
| --------- | ---- |
| 10 km     | 2024 |
| marathon  | 2014 |

## Persoonlijke records
Baan
| Onderdeel | Prestatie | Datum            | Plaats  |
| --------- | --------- | ---------------- | ------- |
| 3000 m    | 9.50,10   | 10 mei 2018      | Vught   |
| 5000 m    | 16.45.95  | 29 augustus 2020 | Utrecht |
| 10.000 m  | 33.44.00  | 20 mei 2023      | Londen  |

Weg
| Onderdeel      | Prestatie | Datum             | Plaats    |
| -------------- | --------- | ----------------- | --------- |
| 10 km          | 32.58     | 12 februari 2023  | Schoorl   |
| 15 km          | 50.16     | 19 november 2023  | Nijmegen  |
| 10 Eng. mijl   | 55.31     | 22 september 2024 | Amsterdam |
| halve marathon | 1:10.01   | 19 februari 2023  | Barcelona |
| marathon       | 2:39.08   | 16 oktober 2022   | Amsterdam |

## Resultaten

### 10.000 m
- 2012:  NK - 36.27,14
- 2013:  NK - 36.16,59

### 10 km
- 2013: 10e NK 10 km - Utrecht - 36.01
- 2017: 8e NK in Schoorl - 34.38
- 2019: 4e NK in Schoorl - 34.08
- 2021: 10e NK in Hem - 34.37
- 2022: 5e NK 10 km - Venlo - 34.12
- 2023:  NK in Schoorl - 32.58
- 2024:  NK - 32.59
- 2024: 11e Great Manchester Run - 33.23

### 15 km
- 2017: 10e Zevenheuvelenloop - 53.21
- 2022: 15e Zevenheuvelenloop - 51.37

### halve marathon
- 2013: 12e NK te Venlo - 1:19.10
- 2015:  Berenloop - 1:18.17
- 2015:  halve marathon van Texel - 1:20.56
- 2017: 11e halve marathon van Egmond - 1:17.29
- 2017:  Berenloop - 1:17.46
- 2018: 9e halve marathon van Egmond - 1:18.08
- 2018:  NK te Venlo - 1:15.51
- 2019: 11e halve marathon van Egmond - 1:17.29
- 2021:  Berenloop - 1:17.01
- 2022:  NK te Nijmegen - 1:12.30
- 2023: 8e halve marathon van Barcelona - 1:11.01
- 2024: 4e City-Pier-City Loop - 1:11.05
- 2024: 42e EK - 1:13.26

### marathon
- 2014:  NK - Amsterdam - 2:55.43

### veldlopen
- 2024: 5e NK (9700 m) - 34.34